# Paula Riester

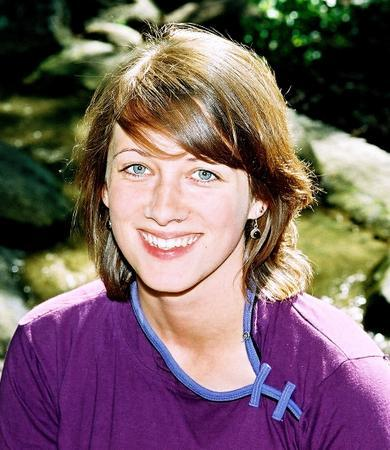
Paula Riester (2006)

Paula Riester (* 1984 in Berlin) ist eine deutsche Juristin und Politikerin. Sie war Sprecherin der Grünen Jugend und saß von Mai 2008 bis Januar 2016 für Bündnis 90/Die Grünen in der Bezirksverordnetenversammlung von Friedrichshain-Kreuzberg. Seit 2016 ist Riester als Richterin tätig.

## Leben
Riester wurde 1984 in Berlin geboren und ist in Schöneberg und Steglitz aufgewachsen. Nach ihrem Abitur 2003 ging sie für einen dreimonatigen Freiwilligendienst nach Kathmandu, wo sie in einem Kinderheim arbeitete. Im Jahr 2004 nahm sie ein Jura-Studium an der Freien Universität Berlin auf. Ab 2012 war die Volljuristin als Justiziarin bei der Leibniz-Gemeinschaft angestellt. 2016 wurde Riester Richterin und war persönliche Referentin von Martina Gerlach, der Staatssekretärin für Justiz in der Berliner Senatsverwaltung für Justiz, Verbraucherschutz und Antidiskriminierung.

## Politik
Seit 2002 ist Riester Mitglied der Grünen Jugend und der Partei Bündnis 90/Die Grünen. Von 2003 bis 2004 war sie Politische Geschäftsführerin im Landesvorstand der Grünen Jugend Berlin und arbeitete einige Zeit als Redakteurin für die Stachligen Argumente, der Zeitschrift des Berliner Landesverbandes der Grünen. Im Mai 2005 wurde sie als Beisitzerin in den Bundesvorstand der Grünen Jugend gewählt und im Mai 2006 zusammen mit Jan Philipp Albrecht zur Sprecherin des Verbandes. Gemeinsam klagten sie gegen den Einsatz der Tornados beim G8-Gipfel in Heiligendamm 2007. Im September 2021 urteilte das Oberverwaltungsgericht Mecklenburg-Vorpommerns, der Tiefflug über das Camp Reddelich  verletzte die Demonstrierenden in ihrem Grundrecht auf Versammlungsfreiheit.
Am 25. Mai 2008 trat sie nicht mehr zur Wahl als Sprecherin der Grünen Jugend an, ihre Nachfolgerin wurde Kathrin Henneberger. Von September 2006 bis November 2007 war sie beratendes Mitglied des Parteirats von Bündnis 90/Die Grünen und hat 2008 die Grüne Jugend im Koordinierungskreis von Attac vertreten. 2012 wurde sie in den Parteirat von Bündnis 90/Die Grünen Berlin gewählt.
Ab Mai 2008 saß sie für die Grünen in der Bezirksverordnetenversammlung von Friedrichshain-Kreuzberg, ab März 2011 als Fraktionsvorsitzende. In der BVV war sie Mitglied im Ausschuss für Stadtentwicklung, Soziale Stadt und Quartiersmanagement, Mieten sowie im Ausschuss für Umwelt, Klimaschutz, Verkehr und Immobilien. Mit ihrem Wechsel ins Richteramt musste sie ihr Mandat Anfang 2016 niederlegen.
Bei der Bundestagswahl 2013 kandidierte Riester auf Platz fünf der Landesliste Berlin, verpasste jedoch den Einzug ins Parlament.
Von 2013 bis 2023 war Riester Mitglied im Schiedsgericht ihrer Partei.

## Belege
1. 1 2 3  Thomas Frey: Wechsel zum Gericht: Paula Riester verlässt die BVV. In: Berliner Woche. 28. Januar 2016, abgerufen am 3. Januar 2017.
2. 1 2 3  Paula Riester: Bewerbung für das Schiedsgericht. Außerordentliche Bundesdelegiertenkonferenz von BÜNDNIS 90/DIE GRÜNEN Hannover. Bündnis 90/Die Grünen, 26. Januar 2018, abgerufen am 6. März 2018.
3. ↑  Manuela Pfohl: G8-Gipfel-Bilanz: Im Tiefflug mit dem Grundgesetz kollidiert. In: stern.de. 31. August 2007, archiviert vom Original am 18. Dezember 2014; abgerufen am 6. März 2018.
4. ↑  Tornado-Überflug über G8-Demo-Camp war rechtswidrig. In: Zeit online. 8. September 2021, abgerufen am 8. September 2021.
5. ↑  Bündnis 90/Die Grünen Friedrichshain-Kreuzberg: Paula Riester (Memento vom 12. April 2013 im Webarchiv archive.today)
6. ↑  Thomas Rogalla: Parteitag der Grünen: Dreiviertelmehrheit für Künast-Kandidatur. In: berliner-zeitung.de. 16. Februar 2013, ehemals im Original (nicht mehr online verfügbar); abgerufen am 18. Dezember 2014. (Seite nicht mehr abrufbar. Suche in Webarchiven)
7. ↑  Bundestagswahl in Berlin am 22. September 2013: Gewählte Bewerber nach Parteien. In: wahlen-berlin.de. Die Landeswahlleiterin für Berlin, archiviert vom Original (nicht mehr online verfügbar) am 7. März 2018; abgerufen am 6. März 2018.  Info: Der Archivlink wurde automatisch eingesetzt und noch nicht geprüft. Bitte prüfe Original- und Archivlink gemäß Anleitung und entferne dann diesen Hinweis.

| Personendaten    | Personendaten                                             |
| ---------------- | --------------------------------------------------------- |
| NAME             | Riester, Paula                                            |
| KURZBESCHREIBUNG | deutsche Juristin und Politikerin (Bündnis 90/Die Grünen) |
| GEBURTSDATUM     | 1984                                                      |
| GEBURTSORT       | Berlin                                                    |